# Gerry de Klerk
Gerry de Klerk (1943) is een Canadese zakenman die in 1967 naar Canada emigreerde.
Vanaf 1994 werd hij jarenlang vervolgd door het Nederlandse Openbaar Ministerie. Hij werd verdacht van oplichting en zou Nederlandse beleggers voor een bedrag van tussen de 20 en 140 miljoen gulden hebben benadeeld. 
Een bewapend arrestatieteam lichtte hem in San Francisco, waar hij op vakantie was met zijn gezin, van zijn bed, waarna een gevangenhouding van zeven maanden te Amsterdam volgde. Het vooronderzoek duurde acht jaar en kostte miljoenen guldens. 
Er bleek dat De Klerk niets op zijn geweten had. Hij was het slachtoffer van rancuneuze ex-klanten onder leiding van een Nederlands-Canadese advocaat. 
De Klerk kon zijn onschuld binnen een uur bewijzen, maar die gelegenheid werd hem door justitie om onbegrijpelijke redenen niet geboden. De betrokken officier van justitie, Henk de Graaff, liet stukken verkeerd vertalen, handelde in strijd met de Canadese wetgeving, intimideerde getuigen en maakte De Klerk tijdens zijn detentie het leven zuur.